# Comuni della Stiria

Stiria

I 286 comuni della Stiria (2020), con la relativa popolazione risultante al 1º gennaio 2016, sono i seguenti.

## Lista
| Comune                            | Distretto            | Popolazione |
| --------------------------------- | -------------------- | ----------- |
| Admont                            | Liezen               | 5 065       |
| Aflenz                            | Bruck-Mürzzuschlag   | 2 421       |
| Aich                              | Liezen               | 1 270       |
| Aigen im Ennstal                  | Liezen               | 2 620       |
| Albersdorf-Prebuch                | Weiz                 | 2 028       |
| Allerheiligen bei Wildon          | Leibnitz             | 1 424       |
| Altaussee                         | Liezen               | 1 852       |
| Altenmarkt bei Sankt Gallen       | Liezen               | 840         |
| Anger                             | Weiz                 | 4 159       |
| Ardning                           | Liezen               | 1 210       |
| Arnfels                           | Leibnitz             | 1 072       |
| Bad Aussee                        | Liezen               | 4 771       |
| Bad Blumau                        | Hartberg-Fürstenfeld | 1 628       |
| Bad Gleichenberg                  | Südoststeiermark     | 5 288       |
| Bad Loipersdorf                   | Hartberg-Fürstenfeld | 1 860       |
| Bad Mitterndorf                   | Liezen               | 4 934       |
| Bad Radkersburg                   | Südoststeiermark     | 3 114       |
| Bad Schwanberg                    | Deutschlandsberg     | 4 555       |
| Bad Waltersdorf                   | Hartberg-Fürstenfeld | 3 780       |
| Bärnbach                          | Voitsberg            | 5 697       |
| Birkfeld                          | Weiz                 | 5 100       |
| Breitenau am Hochlantsch          | Bruck-Mürzzuschlag   | 1 737       |
| Bruck an der Mur                  | Bruck-Mürzzuschlag   | 15 891      |
| Buch-Sankt Magdalena              | Hartberg-Fürstenfeld | 2 174       |
| Burgau                            | Hartberg-Fürstenfeld | 1 072       |
| Dechantskirchen                   | Hartberg-Fürstenfeld | 2 050       |
| Deutsch Goritz                    | Südoststeiermark     | 1 795       |
| Deutschfeistritz                  | Graz-Umgebung        | 4 188       |
| Deutschlandsberg                  | Deutschlandsberg     | 11 656      |
| Dobl-Zwaring                      | Graz-Umgebung        | 3 443       |
| Ebersdorf                         | Hartberg-Fürstenfeld | 1 247       |
| Edelsbach bei Feldbach            | Südoststeiermark     | 1 334       |
| Edelschrott                       | Voitsberg            | 1 767       |
| Eggersdorf bei Graz               | Graz-Umgebung        | 6 507       |
| Ehrenhausen an der Weinstraße     | Leibnitz             | 2 625       |
| Eibiswald                         | Deutschlandsberg     | 6 590       |
| Eichkögl                          | Südoststeiermark     | 1 292       |
| Eisenerz                          | Leoben               | 4 291       |
| Empersdorf                        | Leibnitz             | 1 340       |
| Fehring                           | Südoststeiermark     | 7 445       |
| Feistritztal                      | Hartberg-Fürstenfeld | 2 432       |
| Feldbach                          | Südoststeiermark     | 13 313      |
| Feldkirchen bei Graz              | Graz-Umgebung        | 5 920       |
| Fernitz-Mellach                   | Graz-Umgebung        | 4 656       |
| Fischbach                         | Weiz                 | 1 505       |
| Fladnitz an der Teichalm          | Weiz                 | 1 803       |
| Floing                            | Weiz                 | 1 200       |
| Fohnsdorf                         | Murtal               | 7 743       |
| Frauental an der Laßnitz          | Deutschlandsberg     | 2 823       |
| Friedberg                         | Hartberg-Fürstenfeld | 2 598       |
| Frohnleiten                       | Graz-Umgebung        | 6 705       |
| Fürstenfeld                       | Hartberg-Fürstenfeld | 8 452       |
| Gaal                              | Murtal               | 1 395       |
| Gabersdorf                        | Leibnitz             | 1 173       |
| Gaishorn am See                   | Liezen               | 1 314       |
| Gamlitz                           | Leibnitz             | 3 242       |
| Gasen                             | Weiz                 | 920         |
| Geistthal-Södingberg              | Voitsberg            | 1 589       |
| Gersdorf an der Feistritz         | Weiz                 | 1 678       |
| Gleinstätten                      | Leibnitz             | 2 822       |
| Gleisdorf                         | Weiz                 | 10 452      |
| Gnas                              | Südoststeiermark     | 6 056       |
| Gössendorf                        | Graz-Umgebung        | 3 832       |
| Grafendorf bei Hartberg           | Hartberg-Fürstenfeld | 3 124       |
| Gralla                            | Leibnitz             | 2 267       |
| Gratkorn                          | Graz-Umgebung        | 7 827       |
| Gratwein-Straßengel               | Graz-Umgebung        | 12 806      |
| Graz                              | Città statutaria     | 280 258     |
| Greinbach                         | Hartberg-Fürstenfeld | 1 829       |
| Gröbming                          | Liezen               | 2 846       |
| Groß Sankt Florian                | Deutschlandsberg     | 4 198       |
| Großklein                         | Leibnitz             | 2 246       |
| Großsteinbach                     | Hartberg-Fürstenfeld | 1 260       |
| Großwilfersdorf                   | Hartberg-Fürstenfeld | 2 080       |
| Grundlsee                         | Liezen               | 1 223       |
| Gutenberg-Stenzengreith           | Weiz                 | 1 745       |
| Halbenrain                        | Südoststeiermark     | 1 735       |
| Hart bei Graz                     | Graz-Umgebung        | 4 850       |
| Hartberg                          | Hartberg-Fürstenfeld | 6 534       |
| Hartberg Umgebung                 | Hartberg-Fürstenfeld | 2 243       |
| Hartl                             | Hartberg-Fürstenfeld | 2 114       |
| Haselsdorf-Tobelbad               | Graz-Umgebung        | 1 359       |
| Haus                              | Liezen               | 2 461       |
| Hausmannstätten                   | Graz-Umgebung        | 3 130       |
| Heiligenkreuz am Waasen           | Leibnitz             | 2 758       |
| Heimschuh                         | Leibnitz             | 1 998       |
| Hengsberg                         | Leibnitz             | 1 464       |
| Hirschegg-Pack                    | Voitsberg            | 1 054       |
| Hitzendorf                        | Graz-Umgebung        | 7 012       |
| Hofstätten an der Raab            | Weiz                 | 2 170       |
| Hohentauern                       | Murtal               | 432         |
| Ilz                               | Hartberg-Fürstenfeld | 3 719       |
| Ilztal                            | Weiz                 | 2 112       |
| Irdning-Donnersbachtal            | Liezen               | 4 098       |
| Jagerberg                         | Südoststeiermark     | 1 641       |
| Judenburg                         | Murtal               | 10 195      |
| Kainach bei Voitsberg             | Voitsberg            | 1 680       |
| Kainbach bei Graz                 | Graz-Umgebung        | 2 749       |
| Kaindorf                          | Hartberg-Fürstenfeld | 2 866       |
| Kalsdorf bei Graz                 | Graz-Umgebung        | 6 395       |
| Kalwang                           | Leoben               | 1 019       |
| Kammern im Liesingtal             | Leoben               | 1 623       |
| Kapfenberg                        | Bruck-Mürzzuschlag   | 23 067      |
| Kapfenstein                       | Südoststeiermark     | 1 585       |
| Kindberg                          | Bruck-Mürzzuschlag   | 8 125       |
| Kirchbach-Zerlach                 | Südoststeiermark     | 3 272       |
| Kirchberg an der Raab             | Südoststeiermark     | 4 408       |
| Kitzeck im Sausal                 | Leibnitz             | 1 260       |
| Klöch                             | Südoststeiermark     | 1 213       |
| Knittelfeld                       | Murtal               | 12 668      |
| Kobenz                            | Murtal               | 1 802       |
| Köflach                           | Voitsberg            | 10 094      |
| Krakau                            | Murau                | 1 444       |
| Kraubath an der Mur               | Leoben               | 1 256       |
| Krieglach                         | Bruck-Mürzzuschlag   | 5 221       |
| Krottendorf-Gaisfeld              | Voitsberg            | 2 433       |
| Kumberg                           | Graz-Umgebung        | 3 814       |
| Lafnitz                           | Hartberg-Fürstenfeld | 1 448       |
| Landl                             | Liezen               | 2 818       |
| Lang                              | Leibnitz             | 1 281       |
| Langenwang                        | Bruck-Mürzzuschlag   | 3 925       |
| Lannach                           | Deutschlandsberg     | 3 394       |
| Lassing                           | Liezen               | 1 733       |
| Laßnitzhöhe                       | Graz-Umgebung        | 2 718       |
| Lebring-Sankt Margarethen         | Leibnitz             | 2 155       |
| Leibnitz                          | Leibnitz             | 11 916      |
| Leoben                            | Leoben               | 25 350      |
| Leutschach an der Weinstraße      | Leibnitz             | 3 794       |
| Lieboch                           | Graz-Umgebung        | 4 967       |
| Liezen                            | Liezen               | 8 091       |
| Ligist                            | Voitsberg            | 3 279       |
| Lobmingtal                        | Murtal               | 1 824       |
| Ludersdorf-Wilfersdorf            | Weiz                 | 2 230       |
| Maria Lankowitz                   | Voitsberg            | 2 895       |
| Mariazell                         | Bruck-Mürzzuschlag   | 3 910       |
| Markt Hartmannsdorf               | Weiz                 | 2 971       |
| Mautern in Steiermark             | Leoben               | 1 791       |
| Mettersdorf am Saßbach            | Südoststeiermark     | 1 294       |
| Michaelerberg-Pruggern            | Liezen               | 1 155       |
| Miesenbach bei Birkfeld           | Weiz                 | 710         |
| Mitterberg-Sankt Martin           | Liezen               | 1 934       |
| Mitterdorf an der Raab            | Weiz                 | 2 073       |
| Mooskirchen                       | Voitsberg            | 2 212       |
| Mortantsch                        | Weiz                 | 2 116       |
| Mühlen                            | Murau                | 882         |
| Murau                             | Murau                | 3 689       |
| Mureck                            | Südoststeiermark     | 3 567       |
| Mürzzuschlag                      | Bruck-Mürzzuschlag   | 8 681       |
| Naas                              | Weiz                 | 1 394       |
| Nestelbach bei Graz               | Graz-Umgebung        | 2 644       |
| Neuberg an der Mürz               | Bruck-Mürzzuschlag   | 2 728       |
| Neudau                            | Hartberg-Fürstenfeld | 1 458       |
| Neumarkt in der Steiermark        | Murau                | 5 070       |
| Niederwölz                        | Murau                | 594         |
| Niklasdorf                        | Leoben               | 2 536       |
| Obdach                            | Murtal               | 3 841       |
| Oberhaag                          | Leibnitz             | 2 211       |
| Oberwölz                          | Murau                | 3 005       |
| Öblarn                            | Liezen               | 2 008       |
| Ottendorf an der Rittschein       | Hartberg-Fürstenfeld | 1 562       |
| Paldau                            | Südoststeiermark     | 3 076       |
| Passail                           | Weiz                 | 4 298       |
| Peggau                            | Graz-Umgebung        | 2 199       |
| Pernegg an der Mur                | Bruck-Mürzzuschlag   | 2 337       |
| Pinggau                           | Hartberg-Fürstenfeld | 3 200       |
| Pirching am Traubenberg           | Südoststeiermark     | 2 579       |
| Pischelsdorf am Kulm              | Weiz                 | 3 632       |
| Pölfing-Brunn                     | Deutschlandsberg     | 1 627       |
| Pöllau                            | Hartberg-Fürstenfeld | 6 041       |
| Pöllauberg                        | Hartberg-Fürstenfeld | 2 095       |
| Pöls-Oberkurzheim                 | Murtal               | 3 030       |
| Pölstal                           | Murtal               | 2 785       |
| Preding                           | Deutschlandsberg     | 1 703       |
| Premstätten                       | Graz-Umgebung        | 5 783       |
| Proleb                            | Leoben               | 1 523       |
| Puch bei Weiz                     | Weiz                 | 2 068       |
| Pusterwald                        | Murtal               | 474         |
| Raaba-Grambach                    | Graz-Umgebung        | 4 163       |
| Radmer                            | Leoben               | 589         |
| Ragnitz                           | Leibnitz             | 1 451       |
| Ramsau am Dachstein               | Liezen               | 2 767       |
| Ranten                            | Murau                | 1 176       |
| Ratten                            | Weiz                 | 1 177       |
| Rettenegg                         | Weiz                 | 754         |
| Riegersburg                       | Südoststeiermark     | 4 952       |
| Rohr bei Hartberg                 | Hartberg-Fürstenfeld | 1 473       |
| Rohrbach an der Lafnitz           | Hartberg-Fürstenfeld | 2 703       |
| Rosental an der Kainach           | Voitsberg            | 1 728       |
| Rottenmann                        | Liezen               | 5 224       |
| Sankt Andrä-Höch                  | Leibnitz             | 1 728       |
| Sankt Anna am Aigen               | Südoststeiermark     | 2 357       |
| Sankt Barbara im Mürztal          | Bruck-Mürzzuschlag   | 6 727       |
| Sankt Bartholomä                  | Graz-Umgebung        | 1 385       |
| Sankt Gallen                      | Liezen               | 1 841       |
| Sankt Georgen am Kreischberg      | Murau                | 1 805       |
| Sankt Georgen an der Stiefing     | Leibnitz             | 1 492       |
| Sankt Georgen ob Judenburg        | Murtal               | 851         |
| Sankt Jakob im Walde              | Hartberg-Fürstenfeld | 1 050       |
| Sankt Johann im Saggautal         | Leibnitz             | 2 011       |
| Sankt Johann in der Haide         | Hartberg-Fürstenfeld | 2 111       |
| Sankt Josef (Weststeiermark)      | Deutschlandsberg     | 1 511       |
| Sankt Kathrein am Hauenstein      | Weiz                 | 684         |
| Sankt Kathrein am Offenegg        | Weiz                 | 1 081       |
| Sankt Lambrecht                   | Murau                | 1 914       |
| Sankt Lorenzen am Wechsel         | Hartberg-Fürstenfeld | 1 501       |
| Sankt Lorenzen im Mürztal         | Bruck-Mürzzuschlag   | 3 561       |
| Sankt Marein bei Graz             | Graz-Umgebung        | 3 642       |
| Sankt Marein im Mürztal           | Bruck-Mürzzuschlag   | 2 676       |
| Sankt Marein-Feistritz            | Murtal               | 2 044       |
| Sankt Margarethen an der Raab     | Weiz                 | 4 002       |
| Sankt Margarethen bei Knittelfeld | Murtal               | 2 746       |
| Sankt Martin am Wöllmißberg       | Voitsberg            | 813         |
| Sankt Martin im Sulmtal           | Deutschlandsberg     | 3 069       |
| Sankt Michael in Obersteiermark   | Leoben               | 3 046       |
| Sankt Nikolai im Sausal           | Leibnitz             | 2 204       |
| Sankt Oswald bei Plankenwarth     | Graz-Umgebung        | 1 201       |
| Sankt Peter am Kammersberg        | Murau                | 2 076       |
| Sankt Peter am Ottersbach         | Südoststeiermark     | 3 006       |
| Sankt Peter im Sulmtal            | Deutschlandsberg     | 1 321       |
| Sankt Peter ob Judenburg          | Murtal               | 1 118       |
| Sankt Peter-Freienstein           | Leoben               | 2 360       |
| Sankt Radegund bei Graz           | Graz-Umgebung        | 2 089       |
| Sankt Ruprecht an der Raab        | Weiz                 | 5 098       |
| Sankt Stefan im Rosental          | Südoststeiermark     | 4 004       |
| Sankt Stefan ob Leoben            | Leoben               | 1 925       |
| Sankt Stefan ob Stainz            | Deutschlandsberg     | 3 582       |
| Sankt Veit in der Südsteiermark   | Leibnitz             | 4 068       |
| Schäffern                         | Hartberg-Fürstenfeld | 1 428       |
| Scheifling                        | Murau                | 2 172       |
| Schladming                        | Liezen               | 6 782       |
| Schöder                           | Murau                | 981         |
| Schwarzautal                      | Leibnitz             | 2 299       |
| Seckau                            | Murtal               | 1 282       |
| Seiersberg-Pirka                  | Graz-Umgebung        | 10 748      |
| Selzthal                          | Liezen               | 1 638       |
| Semriach                          | Graz-Umgebung        | 3 334       |
| Sinabelkirchen                    | Weiz                 | 4 165       |
| Söchau                            | Hartberg-Fürstenfeld | 1 420       |
| Söding-Sankt Johann               | Voitsberg            | 4 042       |
| Sölk                              | Liezen               | 1 519       |
| Spielberg                         | Murtal               | 5 300       |
| Spital am Semmering               | Bruck-Mürzzuschlag   | 1 748       |
| Stadl-Predlitz                    | Murau                | 1 710       |
| Stainach-Pürgg                    | Liezen               | 2 840       |
| Stainz                            | Deutschlandsberg     | 8 589       |
| Stallhofen                        | Voitsberg            | 3 095       |
| Stanz im Mürztal                  | Bruck-Mürzzuschlag   | 1 835       |
| Stattegg                          | Graz-Umgebung        | 2 847       |
| Stiwoll                           | Graz-Umgebung        | 725         |
| Straden                           | Südoststeiermark     | 3 644       |
| Strallegg                         | Weiz                 | 1 944       |
| Straß in Steiermark               | Leibnitz             | 4 904       |
| Stubenberg                        | Hartberg-Fürstenfeld | 2 254       |
| Teufenbach-Katsch                 | Murau                | 1 872       |
| Thal                              | Graz-Umgebung        | 2 273       |
| Thannhausen                       | Weiz                 | 2 404       |
| Thörl                             | Bruck-Mürzzuschlag   | 2 342       |
| Tieschen                          | Südoststeiermark     | 1 281       |
| Tillmitsch                        | Leibnitz             | 3 209       |
| Traboch                           | Leoben               | 1 390       |
| Tragöß-Sankt Katharein            | Bruck-Mürzzuschlag   | 1 893       |
| Trieben                           | Liezen               | 3 406       |
| Trofaiach                         | Leoben               | 11 227      |
| Turnau                            | Bruck-Mürzzuschlag   | 1 524       |
| Übelbach                          | Graz-Umgebung        | 2 006       |
| Unterlamm                         | Südoststeiermark     | 1 238       |
| Unzmarkt-Frauenburg               | Murtal               | 1 358       |
| Vasoldsberg                       | Graz-Umgebung        | 4 453       |
| Voitsberg                         | Voitsberg            | 9 473       |
| Vorau                             | Hartberg-Fürstenfeld | 4 781       |
| Vordernberg                       | Leoben               | 1 040       |
| Wagna                             | Leibnitz             | 5 538       |
| Wald am Schoberpaß                | Leoben               | 592         |
| Waldbach-Mönichwald               | Hartberg-Fürstenfeld | 1 540       |
| Weinitzen                         | Graz-Umgebung        | 2 639       |
| Weißkirchen in Steiermark         | Murtal               | 4 855       |
| Weiz                              | Weiz                 | 11 431      |
| Wenigzell                         | Hartberg-Fürstenfeld | 1 419       |
| Werndorf                          | Graz-Umgebung        | 2 277       |
| Wettmannstätten                   | Deutschlandsberg     | 1 622       |
| Wies                              | Deutschlandsberg     | 4 417       |
| Wildalpen                         | Liezen               | 480         |
| Wildon                            | Leibnitz             | 5 363       |
| Wörschach                         | Liezen               | 1 120       |
| Wundschuh                         | Graz-Umgebung        | 1 544       |
| Zeltweg                           | Murtal               | 7 407       |

## Variazioni territoriali

### Comuni di nuova istituzione
Nel 2013 è stato istituito il comune di Buch-Sankt Magdalena, dalla fusione di Buch-Geiseldorf (1020 ab.) e Sankt Magdalena am Lemberg (1125 ab.).
Nel 2015 sono stati istituiti i seguenti comuni:
| Comune istituito                | Comune soppresso               | Popolazione (2011) |
| ------------------------------- | ------------------------------ | ------------------ |
| Aflenz                          | Aflenz Kurort                  | 1 033              |
| Aflenz                          | Aflenz Land                    | 1 478              |
| Dobl-Zwaring                    | Dobl                           | 1 722              |
| Dobl-Zwaring                    | Zwaring-Pöls                   | 1 540              |
| Feistritztal                    | Blaindorf                      | 658                |
| Feistritztal                    | Hirnsdorf                      | 691                |
| Feistritztal                    | Kaibing                        | 374                |
| Feistritztal                    | Sankt Johann bei Herberstein   | 355                |
| Feistritztal                    | Siegersdorf bei Herberstein    | 295                |
| Fernitz-Mellach                 | Fernitz                        | 3 183              |
| Fernitz-Mellach                 | Mellach                        | 1 191              |
| Geistthal-Södingberg            | Geistthal                      | 853                |
| Geistthal-Södingberg            | Södingberg                     | 825                |
| Gratwein-Straßengel             | Eisbach                        | 2 998              |
| Gratwein-Straßengel             | Gratwein                       | 3 680              |
| Gratwein-Straßengel             | Gschnaidt                      | 356                |
| Gratwein-Straßengel             | Judendorf-Straßengel           | 5 594              |
| Gutenberg-Stenzengreith         | Gutenberg an der Raabklamm     | 1 245              |
| Gutenberg-Stenzengreith         | Stenzengreith                  | 520                |
| Hirschegg-Pack                  | Hirschegg                      | 690                |
| Hirschegg-Pack                  | Pack                           | 432                |
| Irdning-Donnersbachtal          | Donnersbach                    | 1 138              |
| Irdning-Donnersbachtal          | Donnersbachwald                | 324                |
| Irdning-Donnersbachtal          | Irdning                        | 2 721              |
| Kirchbach-Zerlach               | Kirchbach in Steiermark        | 1 575              |
| Kirchbach-Zerlach               | Zerlach                        | 1 715              |
| Krakau                          | Krakaudorf                     | 642                |
| Krakau                          | Krakauhintermühlen             | 570                |
| Krakau                          | Krakauschatten                 | 307                |
| Leutschach an der Weinstraße    | Eichberg-Trautenburg           | 801                |
| Leutschach an der Weinstraße    | Glanz an der Weinstraße        | 1 408              |
| Leutschach an der Weinstraße    | Leutschach                     | 569                |
| Leutschach an der Weinstraße    | Schloßberg                     | 1 057              |
| Lobmingtal                      | Großlobming                    | 1 194              |
| Lobmingtal                      | Kleinlobming                   | 645                |
| Michaelerberg-Pruggern          | Michaelerberg                  | 532                |
| Michaelerberg-Pruggern          | Pruggern                       | 617                |
| Mitterberg-Sankt Martin         | Mitterberg                     | 1 136              |
| Mitterberg-Sankt Martin         | Sankt Martin am Grimming       | 769                |
| Neumarkt in der Steiermark      | Dürnstein in der Steiermark    | 293                |
| Neumarkt in der Steiermark      | Neumarkt in Steiermark         | 1 790              |
| Neumarkt in der Steiermark      | Kulm am Zirbitz                | 335                |
| Neumarkt in der Steiermark      | Mariahof                       | 1 365              |
| Neumarkt in der Steiermark      | Perchau am Sattel              | 293                |
| Neumarkt in der Steiermark      | Sankt Marein bei Neumarkt      | 979                |
| Neumarkt in der Steiermark      | Zeutschach                     | 226                |
| Oberwölz                        | Oberwölz Stadt                 | 971                |
| Oberwölz                        | Oberwölz Umgebung              | 796                |
| Oberwölz                        | Schönberg-Lachtal              | 447                |
| Oberwölz                        | Winklern bei Oberwölz          | 890                |
| Pischelsdorf am Kulm            | Kulm bei Weiz                  | 475                |
| Pischelsdorf am Kulm            | Pischelsdorf in der Steiermark | 2 494              |
| Pischelsdorf am Kulm            | Reichendorf                    | 610                |
| Pöls-Oberkurzheim               | Oberkurzheim                   | 700                |
| Pöls-Oberkurzheim               | Pöls                           | 2 475              |
| Pölstal                         | Bretstein                      | 308                |
| Pölstal                         | Oberzeiring                    | 852                |
| Pölstal                         | Sankt Johann am Tauern         | 492                |
| Pölstal                         | Sankt Oswald-Möderbrugg        | 1 183              |
| Premstätten                     | Unterpremstätten               | 3 605              |
| Premstätten                     | Zettling                       | 1 494              |
| Raaba-Grambach                  | Grambach                       | 1 639              |
| Raaba-Grambach                  | Raaba                          | 2 204              |
| Sankt Barbara im Mürztal        | Mitterdorf im Mürztal          | 2 409              |
| Sankt Barbara im Mürztal        | Veitsch                        | 2 526              |
| Sankt Barbara im Mürztal        | Wartberg im Mürztal            | 2 124              |
| Sankt Georgen am Kreischberg    | Sankt Georgen ob Murau         | 1 383              |
| Sankt Georgen am Kreischberg    | Sankt Ruprecht-Falkendorf      | 472                |
| Sankt Marein-Feistritz          | Feistritz bei Knittelfeld      | 745                |
| Sankt Marein-Feistritz          | Sankt Marein bei Knittelfeld   | 1 194              |
| Sankt Veit in der Südsteiermark | Sankt Nikolai ob Draßling      | 1 091              |
| Sankt Veit in der Südsteiermark | Sankt Veit am Vogau            | 1 881              |
| Sankt Veit in der Südsteiermark | Weinburg am Saßbach            | 1 071              |
| Schwarzautal                    | Breitenfeld am Tannenriegel    | 196                |
| Schwarzautal                    | Hainsdorf im Schwarzautal      | 290                |
| Schwarzautal                    | Mitterlabill                   | 422                |
| Schwarzautal                    | Schwarzau im Schwarzautal      | 664                |
| Schwarzautal                    | Wolfsberg im Schwarzautal      | 813                |
| Seiersberg-Pirka                | Pirka                          | 3 156              |
| Seiersberg-Pirka                | Seiersberg                     | 7 293              |
| Söding-Sankt Johann             | Sankt Johann-Köppling          | 1 783              |
| Söding-Sankt Johann             | Söding                         | 2 134              |
| Sölk                            | Großsölk                       | 493                |
| Sölk                            | Kleinsölk                      | 582                |
| Sölk                            | Sankt Nikolai im Sölktal       | 512                |
| Stadl-Predlitz                  | Predlitz-Turrach               | 851                |
| Stadl-Predlitz                  | Stadl an der Mur               | 999                |
| Stainach-Pürgg                  | Pürgg-Trautenfels              | 946                |
| Stainach-Pürgg                  | Stainach                       | 1 971              |
| Teufenbach-Katsch               | Frojach-Katsch                 | 1 200              |
| Teufenbach-Katsch               | Teufenbach                     | 690                |
| Tragöß-Sankt Katharein          | Tragöß                         | 1 020              |
| Tragöß-Sankt Katharein          | Sankt Katharein an der Laming  | 998                |
| Waldbach-Mönichwald             | Mönichwald                     | 902                |
| Waldbach-Mönichwald             | Waldbach                       | 727                |

### Comuni accorpati
Nel 2015 sono stati accorpati i seguenti comuni:
| Comune inglobante                 | Comune soppresso                | Popolazione (2011) |
| --------------------------------- | ------------------------------- | ------------------ |
| Eibiswald                         | Aibl                            | 1 433              |
| Eibiswald                         | Großradl                        | 1 464              |
| Eibiswald                         | Pitschgau                       | 1 578              |
| Eibiswald                         | Sankt Oswald ob Eibiswald       | 580                |
| Eibiswald                         | Soboth                          | 341                |
| Kindberg                          | Allerheiligen im Mürztal        | 1 933              |
| Kindberg                          | Mürzhofen                       | 953                |
| Neuberg an der Mürz               | Altenberg an der Rax            | 341                |
| Neuberg an der Mürz               | Kapellen                        | 616                |
| Neuberg an der Mürz               | Mürzsteg                        | 590                |
| Fürstenfeld                       | Altenmarkt bei Fürstenfeld      | 1 168              |
| Fürstenfeld                       | Übersbach                       | 1 151              |
| Obdach                            | Amering                         | 1 056              |
| Obdach                            | Sankt Anna am Lavantegg         | 432                |
| Obdach                            | Sankt Wolfgang-Kienberg         | 375                |
| Knittelfeld                       | Apfelberg                       | 1 091              |
| Passail                           | Arzberg                         | 553                |
| Passail                           | Hohenau an der Raab             | 1 328              |
| Passail                           | Neudorf bei Passail             | 498                |
| Hitzendorf                        | Attendorf                       | 1 818              |
| Hitzendorf                        | Rohrbach-Steinberg              | 1 409              |
| Feldbach                          | Auersbach                       | 895                |
| Feldbach                          | Gniebing-Weißenbach             | 2 176              |
| Feldbach                          | Gossendorf                      | 920                |
| Feldbach                          | Leitersdorf im Raabtal          | 641                |
| Feldbach                          | Mühldorf bei Feldbach           | 3 063              |
| Feldbach                          | Raabau                          | 586                |
| Gnas                              | Aug-Radisch                     | 290                |
| Gnas                              | Baumgarten bei Gnas             | 572                |
| Gnas                              | Grabersdorf                     | 352                |
| Gnas                              | Maierdorf                       | 542                |
| Gnas                              | Poppendorf                      | 691                |
| Gnas                              | Raning                          | 819                |
| Gnas                              | Trössing                        | 276                |
| Gnas                              | Unterauersbach                  | 465                |
| Gnas                              | Parte di Kohlberg               | 532                |
| Deutschlandsberg                  | Bad Gams                        | 2 289              |
| Deutschlandsberg                  | Freiland bei Deutschlandsberg   | 148                |
| Deutschlandsberg                  | Kloster                         | 202                |
| Deutschlandsberg                  | Osterwitz                       | 156                |
| Deutschlandsberg                  | Trahütten                       | 402                |
| Anger                             | Baierdorf bei Anger             | 1 677              |
| Anger                             | Feistritz bei Anger             | 1 069              |
| Anger                             | Naintsch                        | 632                |
| Bad Gleichenberg                  | Bairisch Kölldorf               | 1 048              |
| Bad Gleichenberg                  | Merkendorf                      | 1 172              |
| Bad Gleichenberg                  | Trautmannsdorf in Oststeiermark | 835                |
| Ehrenhausen an der Weinstraße     | Berghausen                      | 654                |
| Ehrenhausen an der Weinstraße     | Ehrenhausen                     | 1 047              |
| Ehrenhausen an der Weinstraße     | Ratsch an der Weinstraße        | 433                |
| Ehrenhausen an der Weinstraße     | Retznei                         | 428                |
| Sankt Peter am Ottersbach         | Bierbaum am Auersbach           | 477                |
| Sankt Peter am Ottersbach         | Dietersdorf am Gnasbach         | 376                |
| Riegersburg                       | Breitenfeld an der Rittschein   | 793                |
| Riegersburg                       | Kornberg bei Riegersburg        | 1 156              |
| Riegersburg                       | Lödersdorf                      | 701                |
| Eggersdorf bei Graz               | Brodingberg                     | 1 263              |
| Eggersdorf bei Graz               | Hart-Purgstall                  | 1 605              |
| Eggersdorf bei Graz               | Höf-Präbach                     | 1 442              |
| Kaindorf                          | Dienersdorf                     | 706                |
| Kaindorf                          | Hofkirchen bei Hartberg         | 626                |
| Nestelbach bei Graz               | Edelsgrub                       | 705                |
| Nestelbach bei Graz               | Langegg bei Graz                | 828                |
| Pirching am Traubenberg           | Edelstauden                     | 451                |
| Pirching am Traubenberg           | Frannach                        | 539                |
| Rohrbach an der Lafnitz           | Eichberg                        | 1 239              |
| Rohrbach an der Lafnitz           | Parte di Schlag bei Thalberg    | 948                |
| Dechantskirchen                   | Parte di Schlag bei Thalberg    | 948                |
| Mureck                            | Eichfeld                        | 917                |
| Mureck                            | Gosdorf                         | 1 155              |
| Weißkirchen in Steiermark         | Eppenstein                      | 1 248              |
| Weißkirchen in Steiermark         | Maria Buch-Feistritz            | 2 302              |
| Weißkirchen in Steiermark         | Reisstraße                      | 177                |
| Thörl                             | Etmißl                          | 506                |
| Thörl                             | Sankt Ilgen                     | 271                |
| Sankt Ruprecht an der Raab        | Etzersdorf-Rollsdorf            | 1 145              |
| Sankt Ruprecht an der Raab        | Unterfladnitz                   | 1 500              |
| Kirchberg an der Raab             | Fladnitz im Raabtal             | 752                |
| Kirchberg an der Raab             | Oberdorf am Hochegg             | 728                |
| Kirchberg an der Raab             | Studenzen                       | 703                |
| Kirchberg an der Raab             | Parte di Oberstorcha            | 626                |
| Spielberg                         | Flatschach                      | 203                |
| Sankt Marein im Mürztal           | Frauenberg                      | 167                |
| Sankt Anna am Aigen               | Frutten-Gießelsdorf             | 664                |
| Trofaiach                         | Gai                             | 1 800              |
| Kainach bei Voitsberg             | Gallmannsegg                    | 314                |
| Kainach bei Voitsberg             | Kohlschwarz                     | 727                |
| Landl                             | Gams bei Hieflau                | 586                |
| Landl                             | Hieflau                         | 792                |
| Landl                             | Palfau                          | 405                |
| Mürzzuschlag                      | Ganz                            | 358                |
| Schwanberg                        | Garanas                         | 275                |
| Schwanberg                        | Gressenberg                     | 318                |
| Schwanberg                        | Hollenegg                       | 2 140              |
| Stainz                            | Georgsberg                      | 1 474              |
| Stainz                            | Marhof                          | 1 013              |
| Stainz                            | Rassach                         | 1 436              |
| Stainz                            | Stainztal                       | 1 463              |
| Stainz                            | Stallhof                        | 531                |
| Sankt Stefan im Rosental          | Glojach                         | 243                |
| Aich                              | Gössenberg                      | 275                |
| Maria Lankowitz                   | Gößnitz                         | 453                |
| Maria Lankowitz                   | Salla                           | 289                |
| Köflach                           | Graden                          | 490                |
| Sankt Stefan ob Stainz            | Greisdorf                       | 1 027              |
| Sankt Stefan ob Stainz            | Gundersdorf                     | 416                |
| Hartl                             | Großhart                        | 626                |
| Hartl                             | Tiefenbach bei Kaindorf         | 680                |
| Deutschfeistritz                  | Großstübing                     | 342                |
| Birkfeld                          | Gschaid bei Birkfeld            | 919                |
| Birkfeld                          | Haslau bei Birkfeld             | 449                |
| Birkfeld                          | Koglhof                         | 1 111              |
| Birkfeld                          | Waisenegg                       | 1 102              |
| Mariazell                         | Gußwerk                         | 1 293              |
| Mariazell                         | Halltal                         | 340                |
| Mariazell                         | Sankt Sebastian                 | 1 024              |
| Trofaiach                         | Hafning bei Trofaiach           | 1 637              |
| Großwilfersdorf                   | Hainersdorf                     | 648                |
| Admont                            | Hall                            | 1 766              |
| Admont                            | Johnsbach                       | 144                |
| Admont                            | Weng im Gesäuse                 | 621                |
| Fehring                           | Hatzendorf                      | 1 733              |
| Fehring                           | Hohenbrugg-Weinberg             | 1 005              |
| Fehring                           | Johnsdorf-Brunn                 | 776                |
| Fehring                           | Pertlstein                      | 816                |
| Straden                           | Hof bei Straden                 | 895                |
| Straden                           | Krusdorf                        | 400                |
| Straden                           | Stainz bei Straden              | 969                |
| Leibnitz                          | Kaindorf an der Sulm            | 2 548              |
| Leibnitz                          | Seggauberg                      | 977                |
| Weiz                              | Krottendorf                     | 2 336              |
| Sankt Marein bei Graz             | Krumegg                         | 1 423              |
| Sankt Marein bei Graz             | Petersdorf II                   | 870                |
| Gleisdorf                         | Labuch                          | 788                |
| Gleisdorf                         | Laßnitzthal                     | 1 088              |
| Gleisdorf                         | Nitscha                         | 1 439              |
| Gleisdorf                         | Ungerdorf                       | 775                |
| Murau                             | Laßnitz bei Murau               | 1 060              |
| Murau                             | Stolzalpe                       | 457                |
| Murau                             | Triebendorf                     | 146                |
| Bad Waltersdorf                   | Parte di Limbach bei Neudau     | 331                |
| Bad Waltersdorf                   | Sebersdorf                      | 1 406              |
| Neudau                            | Parte di Limbach bei Neudau     | 331                |
| Wies                              | Limberg bei Wies                | 929                |
| Wies                              | Wernersdorf                     | 654                |
| Wies                              | Wielfresen                      | 594                |
| Edelschrott                       | Modriach                        | 217                |
| Ilz                               | Nestelbach im Ilztal            | 1 122              |
| Öblarn                            | Niederöblarn                    | 577                |
| Bruck an der Mur                  | Oberaich                        | 2 998              |
| Gersdorf an der Feistritz         | Oberrettenbach                  | 459                |
| Straß in Steiermark               | Obervogau                       | 871                |
| Straß in Steiermark               | Spielfeld                       | 956                |
| Straß in Steiermark               | Vogau                           | 1 103              |
| Judenburg                         | Oberweg                         | 594                |
| Judenburg                         | Reifling                        | 385                |
| Rottenmann                        | Oppenberg                       | 247                |
| Kapfenberg                        | Parschlug                       | 1 728              |
| Paldau                            | Perlsdorf                       | 354                |
| Paldau                            | Parte di Kohlberg               | 532                |
| Paldau                            | Parte di Oberstorcha            | 626                |
| Bärnbach                          | Piberegg                        | 373                |
| Bad Mitterndorf                   | Pichl-Kainisch                  | 747                |
| Bad Mitterndorf                   | Tauplitz                        | 1 027              |
| Schladming                        | Pichl-Preunegg                  | 935                |
| Schladming                        | Rohrmoos-Untertal               | 1 378              |
| Gleinstätten                      | Pistorf                         | 1 426              |
| Ilztal                            | Preßguts                        | 388                |
| Vorau                             | Puchegg                         | 552                |
| Vorau                             | Riegersberg                     | 990                |
| Vorau                             | Schachen bei Vorau              | 1 191              |
| Vorau                             | Vornholz                        | 729                |
| Pöllau                            | Rabenwald                       | 624                |
| Pöllau                            | Saifen-Boden                    | 1 048              |
| Pöllau                            | Schönegg bei Pöllau             | 1 376              |
| Pöllau                            | Sonnhofen                       | 1 042              |
| Sankt Margarethen bei Knittelfeld | Rachau                          | 621                |
| Sankt Margarethen bei Knittelfeld | Sankt Lorenzen bei Knittelfeld  | 791                |
| Bad Radkersburg                   | Radkersburg Umgebung            | 1 770              |
| Deutsch Goritz                    | Ratschendorf                    | 613                |
| Ranten                            | Rinegg                          | 161                |
| Frohnleiten                       | Röthelstein                     | 227                |
| Frohnleiten                       | Schrems bei Frohnleiten         | 584                |
| Sankt Lambrecht                   | Sankt Blasen                    | 594                |
| Scheifling                        | Sankt Lorenzen bei Scheifling   | 603                |
| Heiligenkreuz am Waasen           | Sankt Ulrich am Waasen          | 751                |
| Grafendorf bei Hartberg           | Stambach                        | 633                |
| Loipersdorf bei Fürstenfeld       | Stein                           | 477                |
| Sankt Georgen an der Stiefing     | Parte di Stocking               | 1 442              |
| Wildon                            | Parte di Stocking               | 1 442              |
| Wildon                            | Weitendorf                      | 1 506              |
| Sankt Martin im Sulmtal           | Sulmeck-Greith                  | 1 367              |
| Gamlitz                           | Sulztal an der Weinstraße       | 136                |
| Gaishorn am See                   | Treglwang                       | 365                |
| Fladnitz an der Teichalm          | Tulwitz                         | 519                |
| Fladnitz an der Teichalm          | Tyrnau                          | 158                |
| Groß Sankt Florian                | Unterbergla                     | 1 392              |
| Sankt Gallen                      | Weißenbach an der Enns          | 501                |
| Liezen                            | Weißenbach bei Liezen           | 1 116              |
| Rohr bei Hartberg                 | Wörth an der Lafnitz            | 379                |